# Карантан-ле-Маре
Карантан-ле-Маре (фр. Carentan les Marais) — новая коммуна на северо-западе Франции, находится в регионе Нормандия, департамент Манш, округ Сен-Ло, центр кантона Карантан-ле-Маре. Расположена в 270 км к западу от Парижа, в 65 км западнее Кана, в 24 км к северо-западу от Сен-Ло. Узкий канал Карантан-а-ле-Мер соединяет город с восточным побережьем полуострова Котантен.
Население (2018) — 10 084 человека.

## История
Коммуна образована 1 января 2016 года путём слияния четырёх коммун:
- Анговиль-о-Плен
- Карантан
- Сен-Ком-дю-Мон
- Уэсвиль

С 1 января 2017 года в нее влились коммуны 
- Бреван
- Ле Ве
- Сен-Пеллерен

С 1 января 2019 года в нее влились коммуны:
- Брюшвиль
- Вьервиль
- Кас
- Сент-Илер-Петивиль
- Монмартен-ан-Грень

Ассоциированная коммуна Монмартен-ан-Грень после присоединения осталась частью кантона Пон-Эбер.
Центром коммуны является Карантан. От неё же к новой коммуне перешли почтовый индекс, код INSEE и статус центра кантона Карантан. На картах в качестве координат Карантан-ле-Маре указываются координаты Карантана.

## Достопримечательности
- Церковь Нотр-Дам в Карантане XII-XV веков, сочетание романского и готического стилей
- Церковь Святых Космы и Дамиана XVI-XVII веков с сохранившимися фрагментами XII века
- Церковь Святого Жиля в Уэсвиле XVI века
- Музей погибших воинов (Musée du Carrefour de l'Homme Mort), бывший штаб немецких войск. Коллекция обмундирования американских и немецких войск периода Второй мировой войны
- Природный парк Маре-дю-Котантен
- Арки XV-XVI веков на Площади Республики в Карантане
- Шато дю Бель Эно XVIII века в Сен-Ком-дю-Мон
- Церковь Святого Григория XVII века в Касе
- Шато Вьервиль XVIII века

## Экономика
Структура занятости населения:
- сельское хозяйство — 3,9 %
- промышленность — 19,7 %
- строительство — 8,9 %
- торговля, транспорт и сфера услуг — 39,7 %
- государственные и муниципальные службы — 27,9 %

Уровень безработицы (2018) — 13,5 % (Франция в целом —  13,4 %, департамент Манш — 10,4 %). 

Среднегодовой доход на 1 человека, евро (2018) — 19 560 (Франция в целом — 21 730, департамент Манш — 20 980).

## Администрация
Пост мэра Карантан-ле-Маре с 1 января 2016 года занимает член партии Республиканцы Жан-Пьер Лоннёр (Jean-Pierre Lhonneur), до этого бывший мэром коммуны Карантан. На муниципальных выборах 2020 года возглавляемый им правый список победил в 1-м туре, получив 73,27 % голосов.
| Период | Период | Фамилия         | Партия        | Примечания                                    |
| ------ | ------ | --------------- | ------------- | --------------------------------------------- |
| 2016   |        | Жан-Пьер Лоннёр | Республиканцы | руководитель отдела исследований и разработок |

## Галерея

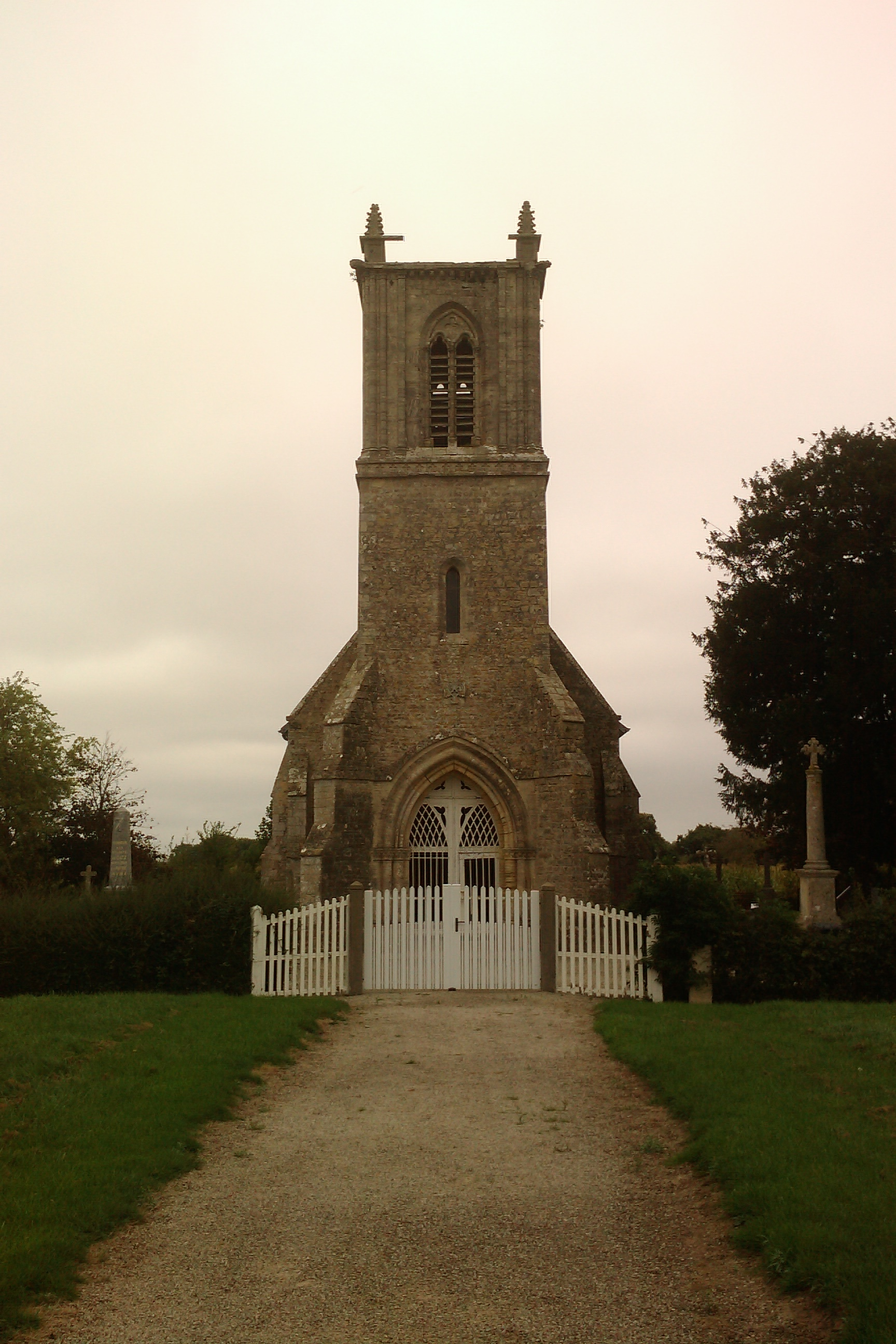
Церковь Святого Григория в Касе
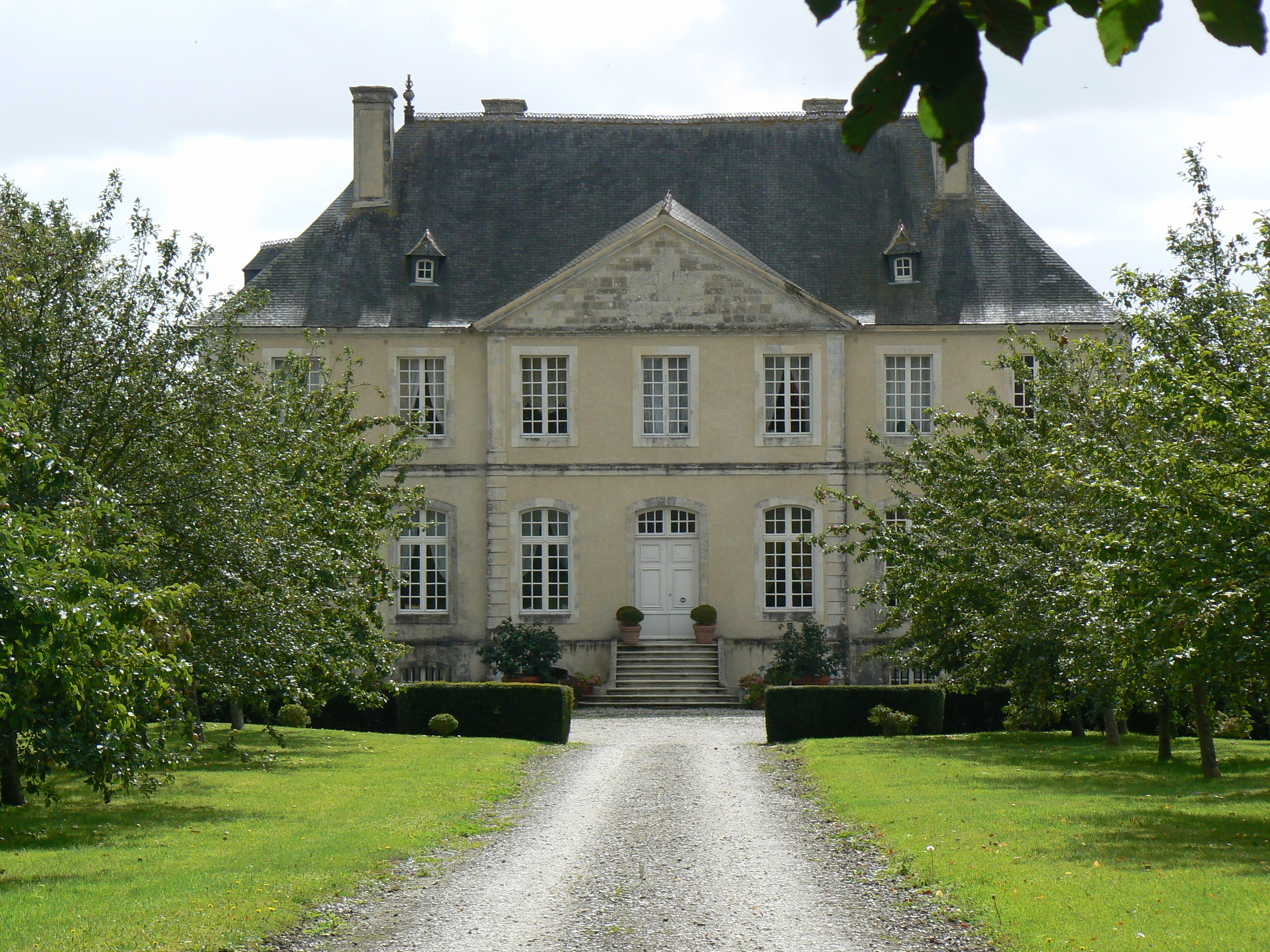
Шато Вьервиль